# Placar, Destrnik
Placar este o localitate din comuna Destrnik, Slovenia, cu o populație de 240 de locuitori.